# Özgür Öçal
Özgür Öçal (* 5. Oktober 1981 in Istanbul) ist ein türkischer Fußballspieler.

## Karriere
Özgür Öçal begann mit dem Vereinsfußball in der Jugendabteilung des renommierten Istanbuler Vereines Galatasaray Istanbul.
Von hier aus wechselte er im Sommer 2000 als Profispieler zum Drittligisten Bakırköyspor. Hier spielte er vier Spielzeiten nahezu durchgängig.
Mit dem Auslaufen seines Vertrages bei Bakırköyspor wechselte er im Sommer 2004 zum Stadtrivalen Kasımpaşa Istanbul. Auch hier schaffte er auf Anhieb den Sprung in die Stammformation und schaffte mit seinem Verein in der Saison 2006/07 den Aufstieg in die Süper Lig. Nachdem sein Verein bereits nach einer Saison wieder abgestiegen war, wechselte er zur anstehenden Saison zum Aufsteiger Eskişehirspor. Hier kam er zu Saisonbeginn zu regelmäßigen Einsätzen, doch saß er später nur auf der Bank. So lieh man ihn in der Winterpause bis zum Saisonende zum Erstligisten MKE Ankaragücü aus.
Die Saison 2009/10 verbrachte er als Leihgabe bei seinem alten Verein Kasımpaşa. Zur neuen Saison lief sein Vertrag mit Eskişehirspor aus und so wechselte er ohne Ablösesumme zu Kasımpaşa. Er stieg zum Saisonende 2010/11 mit seiner Mannschaft in die TFF 1. Lig ab.
Mit dem Auslauf seines Vertrags zum Sommer 2012 verließ er den Verein und wechselte ablösefrei zum neuen Zweitligisten Adana Demirspor.
Zur Saison 2014/15 wechselte Öçal innerhalb der TFF 1. Lig zu Gaziantep Büyükşehir Belediyespor. Bereits zur nächsten Rückrunde zog er zum Ligarivalen Albimo Alanyaspor weiter. Im Sommer 2015 wechselte er erneut den Arbeitgeber und heuerte beim Ligarivalen Adanaspor an. Im Januar 2016 verließ er den Klub und blieb die Rückrunde vereinslos.

## Erfolge
Mit Kasımpaşa Istanbul
- Meister der TFF 3. Lig und Aufstieg in die TFF 2. Lig: 2004/05
- Meister der TFF 2. Lig und Aufstieg in die TFF 1. Lig: 2005/06
- Playoff-Sieger der TFF 1. Lig und Aufstieg in die Süper Lig: 2006/07, 2008/09, 2011/12